# Олга Бергхолц
Олга Фьодоровна Бергхолц (16 май 1910 – 13 ноември 1975) е руска съветска поетеса и журналистка.
В творчеството си възпява героизма и себеотрицанието на съветските хора при отбраната на Ленинград. През 1994 е обявена посмъртно за почетен гражданин на Санкт Петербург.

## Ранни години
Олга Бергхолц е родена на 16 май 1910 година в Санкт-Петербург. Тя е първото дете на хирурга Фьодор Христофорович Бергхолц (по произход от швед, взет в плен при Петър I) и Мария Тимофеевна Бергхолц. Има по-малка сестра Мария. Майка им обожава поезията и успява да предаде тази любов на дъщерите си.
Детството на Олга преминава в двуетажна къща в кв. „Невска застава“. През 1918 година баща им Фьодор Бергхолц заминава на фронта като полеви хирург, а майка им, заедно с двете си дъщери се премества в Углич, където живеят в бивша килия на Богоявленския манастир. През 1921 година баща им, преминал през 2 войни, пристига при семейството си и те отново се връщат в стария си дом. Олга учи в трудово училище № 117, което завършва през 1926 година.
От 1925 година започва да печата стихове и разкази и участва в литературното младежко обединение „Смена“ при Ленинградската асоциация на пролетарските писатели. Там се среща с поета Борис Корнилов, талантлив и много перспективен поет. През 1926 година заедно постъпват във Висшите курсове при Института по историята на изкуствата. През 1928 година се омъжва за него, но бракът им трае само 2 години. Едва 18-годишна, Олга ражда дъщеря си Ира.

## Начало на кариерата
Курсовете скоро са закрити и Олга, заедно с част от студентите преминава във Филологическия факултет на Ленинградския университет. Преддипломната ѝ практика преминава във Владикавказ, във вестник „Власт на труда“. Пише за строителството на редица важни за страната обекти и най-вече за Гизелдонската хидроелектростанция в Северна Осетия. През 1930 година се развежда със съпруга си „поради несходство в характерите“. През същата година завършва образованието си и заминава за Казахстан заедно със съкурсника си Николай Молчанов. Там започва работа като кореспондент на в. „Съветска степ“, а на следващата година става редактор във вестника на завод „Електросила“ в Ленинград, където работи в продължение на 3 години. Журналистическата школа е сред решаващите фактори за развитието ѝ като успешен прозаик и поет, а статиите ѝ се ползват с признание и авторитет.
През 1932 година се омъжва за Николай Молчанов и ражда втората си дъщеря Мая. Скоро той е призован в армията, където служи на границата с Турция. Там, при престрелка с басмачите е ранен и получава тежка форма на епилепсия. Следващата година донася нова трагедия в семейството – умира малката им дъщеря.

## Сталински чистки
През 1935 година излиза първият ѝ сборник със стихове за възрастни „Стихотворения“ и Бергхолц е приета в Съюза на писателите на СССР. След това започват да валят нещастията в семейството на Олга. Първо умира Ира, голямата ѝ дъщеря. По същото време, след убийството на местния партиен ледир Сергей Киров, в Ленинград започват продължителни чистки. През 1937 година в статия в „Ленинградска правда“ са написани имената на няколко литератори, „врагове на народа“, сред които е и Борис Корнилов. Във връзка с това през май Олга е изключена от Съюза на писателите и от кандидатите за членове на ВКП (б). Официалната причина е „връзки с враг на народа“. През есента е уволнена от вестника и журналистката започва работа като учителка по руски език и литература.
В началото на 1938 година излиза постановлението „За грешките на партийната организация“, в което Олга е реабилитирана. Възстановени са членството ѝ в Съюза на писателите и правата ѝ като кандидат-член на ВКП(б), а през септември е върната на работа във в. „Електросила“. Корнилов обаче продължава да бъде считан за враг на народа и на 31-годишна възраст е разстрелян на 20 февруари 1938 г. Реабилитиран е чак през 1957 година.
С това бедите не свършват, защото през декември бременната Олга е арестувана по обвинение за участие в Троцкистко-Зиновиевската организация. Обвинена е в активно участие в контрареволюционна терористична организация, подготвяща убийството на съветските държавни ръководители Андрей Жданов и Климент Ворошилов. Домът ѝ е обявен за явка, където заедно с Л. Дяконов начертава план за убийството на Жданов. В затвора многократно е разпитвана и ѝ е нанасян побой по краката и корема, вследствие на което загубва нероденото си дете. Без да признава нищо от обвиненията, на 2 юли 1939 година следственото дело е обявено за недоказано и журналистката е освободена.
След освобождаването си Олга започва да пише проза, която впоследствие е включена в книгата ѝ „Дневни звезди“. На следващата година е приета в партията. До началото на Втората световна война печата съвсем малко – няколко стихотворения в списанията „Ленинград“, „Звезда“ и „Литературен съвременник“. Публикувани са също повестта „Мечта“ и сборник с разкази, но нищо от това, което е написала във и за пребиваването си в затвора.

## Обсада на Ленинград
През Втората световна война по време на блокадата на Ленинград съпругът ѝ Николай Молчанов, въпреки своята инвалидност, заминава да участва в строителството на укрепления. В началото на 1942 година попада в болница заради изострена епилепсия и дистрофия и умира на 29 януари с.г.
В годините на войната Олга остава да живее в обсадения Ленинград и работи в Дома на радиото. В своите радиопредавания се обръща към мъжеството на жителите на града и се старае да поддържа духа им. Малко известната журналистка, авторка на стихове, се превръща в поета, който олицетворява издръжливостта и героизма на ленинградчани и хората започват да я наричат „Ленинградската мадона“. Тези радиопредавания по-късно са включени в книгата ѝ „Говори Ленинград“, издадена през 1946 година. Пише и за властите в града по време на блокадата, когато труповете на умрелите от глад стоят по улиците. Политическото ръководство забранява даже да се произнася думата „дистрофия“, защото официално, всички те не са умрели от глад. Тогава поетесата създава едни от най-добрите си поеми, посветени на защитниците на града. След войната, заради поведението ѝ по време на обсадата, получава няколко ордена и медали. Носителка е на „Сталинска награда“ на СССР (1951), орден „Трудово червено знаме“ (1960), орден „Ленин“ (1967), медал „За отбраната на Ленинград“ (1942), медал „За доблестен труд във Великата Отечествена война 1941 – 1945 г.“.

## Следвоенен период
През март 1942 година баща ѝ хирургът Бергхолц е изселен в Красноярския край, тъй като шведската му фамилия го прави „социално опасен елемент“. Поетесата безуспешно се опитва да го реабилитира и заедно с това да докаже, че лекарят е много нужен в града, който е преживял тежка блокада. По това време самата Олга развива дистрофия и приятелите успяват да я убедят да замине на лечение в Москва. Връща се след 2 месеца в Ленинград, където смята, че е по-необходима. Там, през 1949 година, отново се омъжва, този път за колегата си от радиокомитета Георгий Макогоненко.
Съдбата на Олга Бергхолц продължава да е тежка и след победата. Постановление от 1946 година за ленинградските журналисти засяга и нея. Вменяват ѝ вина, че поддържа добри отношения с поетесата Анна Ахматова и в мирно време продължава да разработва темата за страданията по време на войната. През 1946 година излиза книгата ѝ „Говори Ленинград“, но скоро е иззета от книжарниците и библиотеките.
През ноември 1948 година, малко след като се връща в Ленинград, баща ѝ умира и Олга не може да превъзмогне мъката си. През 1952 година тя даже попада в психиатрична болница заради алкохолна зависимост и там написва автобиографията си. Пише пиесата „Те живяха в Ленинград“ и цикъл стихотворения за Сталинград. След командировка в Севастопол, 2 години по-късно, създава трагедията „Вярност“. Следва книгата „Дневни звезди“, в която се развива темата за съдбата на военното поколение. Олга говори за нея като за най-главното произведение в творчеството си. През 1968 година по тази книга е заснет филм, който е представен с успех на Венецианския международен кинофестивал. През 1958 година са издадени нейни „Събрани съчинения“ в 2 тома.
Поетесата умира на 13 ноември 1975 година. Желанието ѝ да бъде погребана в Пискарьовското гробище, където лежат загиналите по време на ленинградската блокада, не е изпълнено. Вместо това е погребана във Волковското гробище, а паметник на гроба ѝ е поставен едва през 2005 година. След смъртта ѝ дневниците, които води в продължение на много години, са конфискувани от властите. Чак през 1980 година в израелското списание „Времето и ние“ са публикувани фрагменти от тях и няколко нейни стихотворения. През 1990 година в Русия са издадени събрани съчинения в 3 тома, като в 3-тия том намират място част от непубликуваните ѝ творби. Откъси от дневниците ѝ са публикувани едва през 2010 година.

## Творчество
Творчеството на Бергхолц обхваща поеми, стихотворения, разкази, повести, пиеси и публицистика.
- „Зима, лято, папагал“ (1930) – сборник детски стихове
- „Углич“ (1932)
- „Стихотворения“ (1935)
- „Февруарски дневник“ (1942)
- „Ленинградска поема“ (1942)
- „Говори Ленинград“ (1946)
- „Севастопол“ (1954)
- „Избрано“ (1954)
- „Вярност“ (1954) – трагедия
- „Лирика“ (1955)
- „Избрани съчинения“ (1958) – два тома
- „Дневни звезди“ (1959)
- „Възел“ (1965)
- „Глас“ (1985)
- „Избрани съчинения“ (1990)
- „Углич“ – три тома